# Jawor (powiat bełchatowski)
Jawor – wieś w Polsce, położona w województwie łódzkim, w powiecie bełchatowskim, w gminie Zelów. 
W latach 1975–1998 miejscowość należała administracyjnie do województwa piotrkowskiego. 
Po wschodniej stronie wsi przepływa struga Kiełbaska, dopływ Chrząstawki.

## Integralne części wsi
| SIMC    | Nazwa     | Rodzaj    |
| ------- | --------- | --------- |
| 0557010 | Emilianów | część wsi |
| 0557027 | Źródła    | część wsi |
| 0557033 | Żdżary    | część wsi |

## Historia
Pierwsza wzmianka z 1400 r.
-Stanisław de Yavor, XVI w. L.B.Ł. – Jawor-villa (wieś) parafia Wygiełzów, 1511-18 r.: Jawor-deserta (pustkowie), parafia jw. 1552-53 Jawor był własnością szlachecką. W latach 30.-40. XIX w. właściciel dóbr Jawor wydzielił 401 mórg i założył kopalnię Emilianów, w której osiedlił czynszowników wieczysto-dzierżawnych. Kolonistom niemieckim zezwolił na budowę zboru ewangelickiego oraz szkoły. W części włościańskiej Jawora było wtedy 139 mórg ziemi.
Podczas wizyty abp. Ignacego Raczyńskiego w parafii Wygiełzów w 1811 r. Chajczyny i Jawor były wymienione jako oddzielne wsie. W poł. XIX w. właścicielem Chajczyn i Jawora był Paweł Potocki. W czasach powstania styczniowego pola wsi Chajczyn i Jawora były miejscem potyczki z Rosjanami.